# Шевчук Тарас Іванович
Тарас Іванович Шевчук (нар. 4 січня 1997, м. Тернопіль, Україна) — український велогонщик, член національної збірної України.

## Життєпис
Тарас Шевчук народився 4 січня 1997 року в Тернополі.
Навчався в Тернопільській загальноосвітній школі № 19.

## Спортивні досягнення

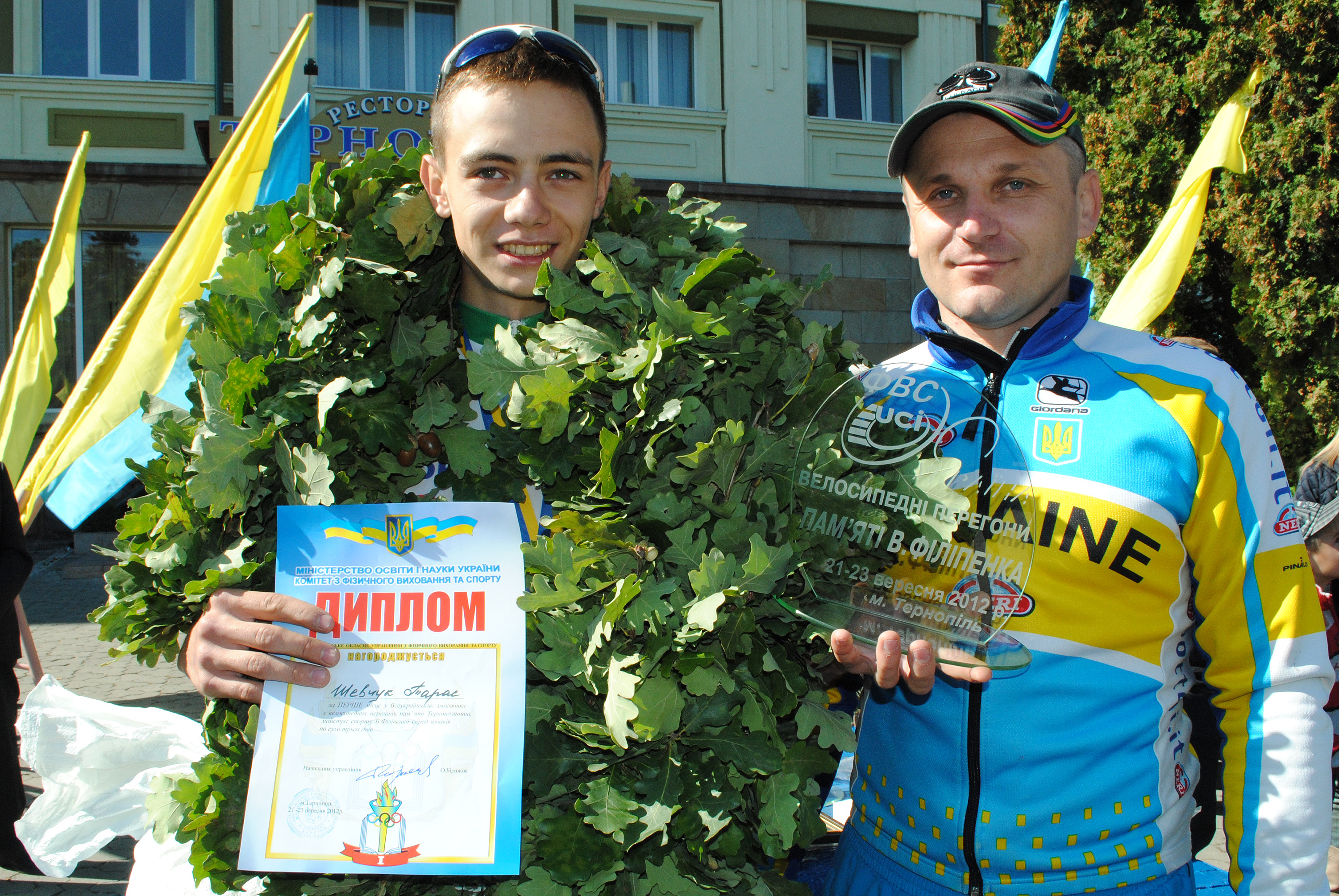
Переможець Всеукраїнських велосипедних перегонів пам'яті майстра спорту Володимира Філіпенка 2012 у групі старших юнаків Тарас Шевчук (зліва) зі своїм тренером

Призер Всеукраїнських велосипедних перегонів пам'яті майстра спорту Володимира Філіпенка, зокрема, 2011 — друге місце, 2013 — перше місце.
У 2015 році став віце-чемпіоном молодіжної першості Європи з велоспорту, яка проходила в грецьких Афінах. У складі збірної України брав участь у молодіжному чемпіонаті Єропи з велогонок (проти годинникової стрілки), який проходив у естонському місті Тарту. Брав участь у Чемпіонаті світу з трекових велоперегонів 2016 року в гонці переслідування та Чемпіонаті Європи на треці УЕК 2016 року в командній гонці.